# Sala Baganza
Sala Baganza (Säla in dialetto parmigiano) è un comune italiano di 6 037 abitanti della provincia di Parma in Emilia-Romagna, circa 12 km a sud del capoluogo provinciale.
È sede di numerose aziende del comparto metalmeccanico e del settore agroalimentare (soprattutto lavorazione carne suina per produzione di salumi), dislocate tra Castellaro e San Vitale Baganza, sulla riva sinistra del torrente Baganza. L'offerta enogastronomica può essere considerata di pregio: il comune è infatti terra del Prosciutto di Parma, del Parmigiano Reggiano e zona di produzione del vino Malvasia. Fa parte dell'Unione Pedemontana Parmense.

## Origini del nome
Il toponimo Sala è di origine longobarda ed è attestato in molte regioni italiane, ad esempio: Sala Bolognese, Sala Comacina, Sala Biellese, Sala Consilina, La Sala, a Usigliano di Lari, Pisa, nonché in Svizzera, a Sala Capriasca. La sala era la terra direttamente occupata dal presidio germanico e si contrapponeva alle terre tributarie degli altri abitanti, i quali corrispondevano ai Longobardi parte dei raccolti in veste di tributo. Il termine deriva dal longobardo saliz, 'fattoria'.
Il termine Baganza, dal nome del torrente sulla cui sponda si trova il paese, fu aggiunto per decreto reale solo nel 1862. Il nome è di etimo incerto, ma potrebbe derivare dalla radice celtica bagus ('faggio'), albero molto comune nella Val Baganza.

## Storia
L'11 giugno 2011 una parte del paese di Sala Baganza e la frazione di Talignano (insieme ad alcune aree dei comuni vicini di Collecchio e Fornovo di Taro) sono state duramente colpite da un'alluvione dovuta all'esondazione del Rio Ginestra e del Torrente Scodogna a causa di intense precipitazioni. L'evento calamitoso ha causato la morte di una persona e feriti gravi. I danni ammontano a circa 7 200 000 euro per privati e aziende e circa 450 000 euro i danni pubblici. Sono 185 le famiglie e 50 le attività produttive colpite.

### Simboli
Lo stemma del comune di Sala Baganza è stato concesso con regio decreto del 16 febbraio 1931.
Nello scudo si trovano elementi ispirati ai blasoni dei Sanvitale (d'argento, alla banda di rosso) e dei Farnese (d'oro, ai sei gigli di azzurro 3, 2, 1).
Il gonfalone municipale, concesso con D.P.R. del 28 maggio 2013, è un drappo partito di azzurro e di giallo.

## Monumenti e luoghi d'interesse

### Architetture religiose

#### Chiesa dei Santi Stefano e Lorenzo

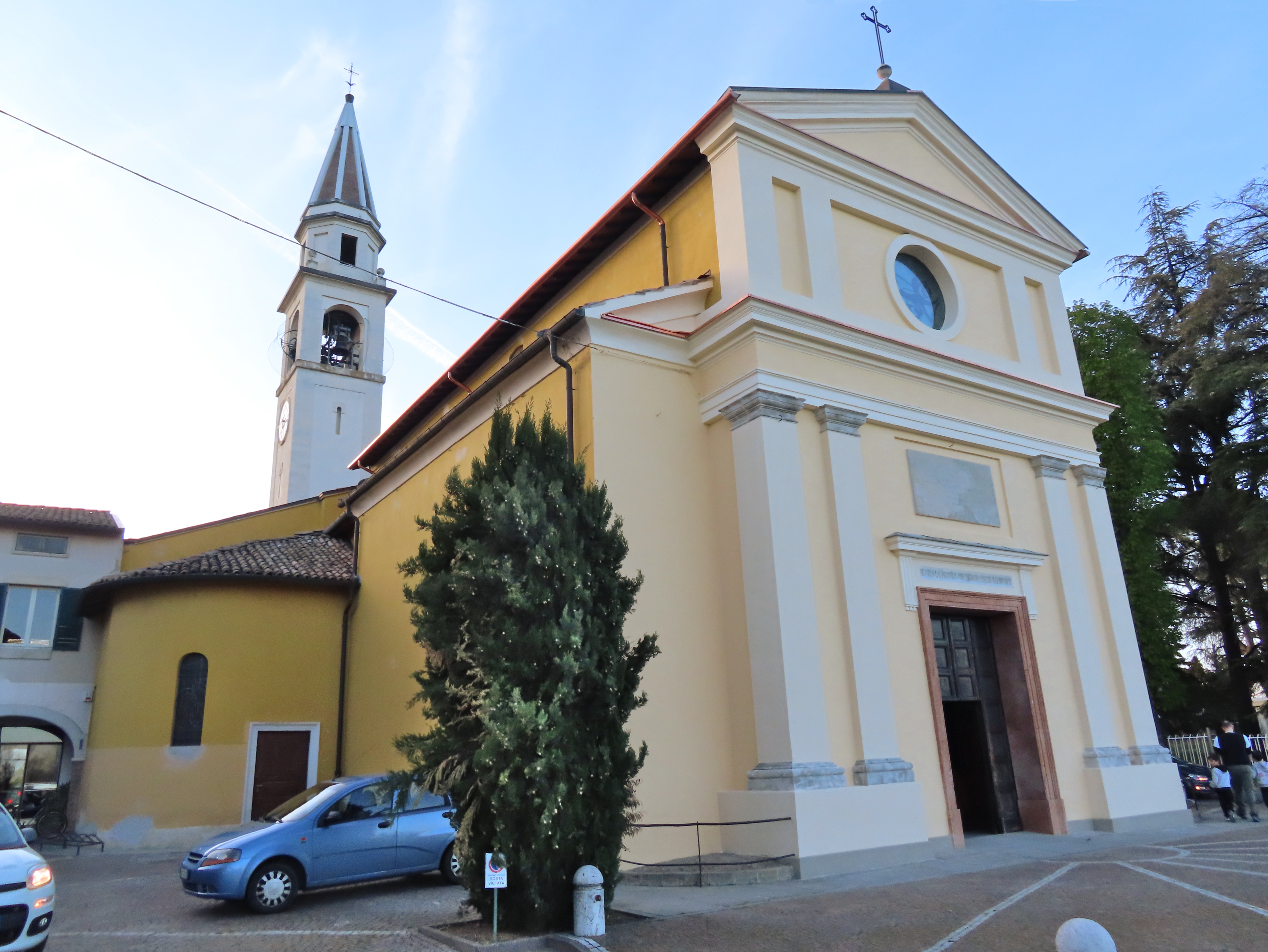
Chiesa dei Santi Stefano e Lorenzo

Edificata tra il 1582 e il 1586 per volere dei conti Sanvitale quale oratorio del convento degli Agostiniani, la chiesa fu elevata a parrocchia nel 1694 in sostituzione della vicina cappella medievale intitolata a santo Stefano, oggi scomparsa; ampliata e decorata in stile neoclassico nel 1801 per volere del duca di Parma Ferdinando di Borbone, fu nuovamente modificata tra il 1930 e il 1939 con l'allungamento dell'abside, la costruzione delle cappelle laterali e la sopraelevazione della torre campanaria; il luogo di culto conserva gli affreschi staccati dell'antica cappella di Santo Stefano, realizzati tra il XVI e il XVII secolo da Cesare Baglioni, oltre a tre pregevoli dipinti settecenteschi e ottocenteschi di Enrico Bandini, Domenico Muzzi e Gaetano Callani.

#### Chiesa di San Biagio a Talignano

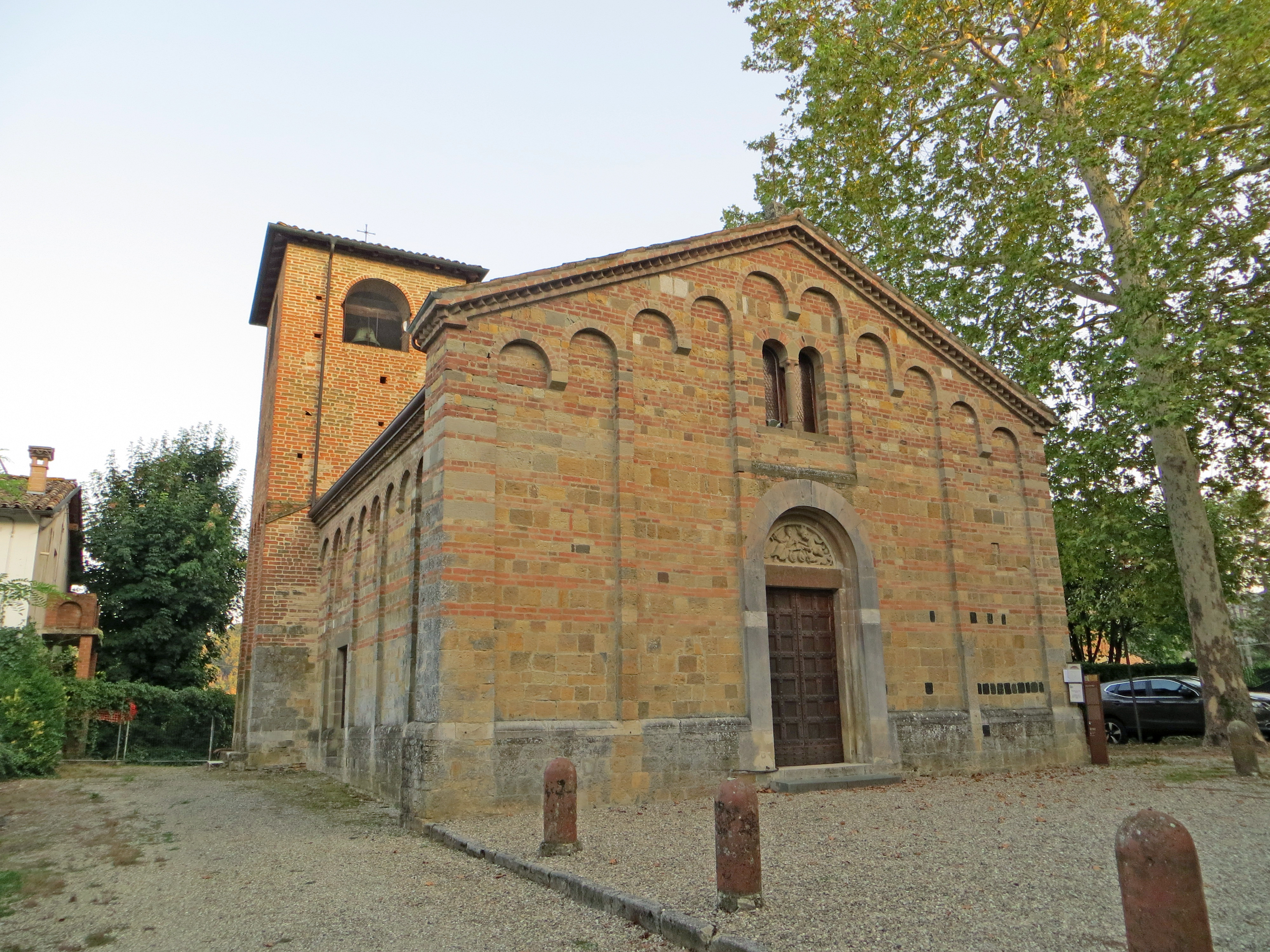
Chiesa di San Biagio

Costruita a Talignano lungo un ramo della via Francigena tra la fine dell'XI e gli inizi del XIII secolo dai frati cistercensi dell'abbazia di Chaise-Dieu, la chiesa romanica, originariamente dipendente dal monastero della Rocchetta sul monte Prinzera, fu elevata a sede parrocchiale autonoma nel 1564; decorata in stile barocco e neoclassico tra il XVI e il XVIII secolo, fu modificata nel 1877 con la sopraelevazione della navata e la realizzazione della volta a botte lunettata sull'aula e di una cappella su ogni lato; interamente ristrutturata tra il 1935 e il 1939 ripristinando le antiche forme medievali, fu colpita dal sisma del 15 luglio 1971, che danneggiò il campanile, in seguito restaurato. L'edificio, sviluppato su una pianta a navata unica, è caratterizzato dalla simmetrica facciata a capanna a strisce orizzontali in pietre e mattoni, al cui centro si apre un portale coronato da una lunetta, contenente un rarissimo altorilievo duecentesco raffigurante la Psicostasia; all'interno la cappella alla base del campanile medievale conserva un affresco tardo-quattrocentesco rappresentante la Madonna col Bambino, un santo vescovo e sant'Antonio Abate.

#### Chiesa di San Nicolò a Maiatico

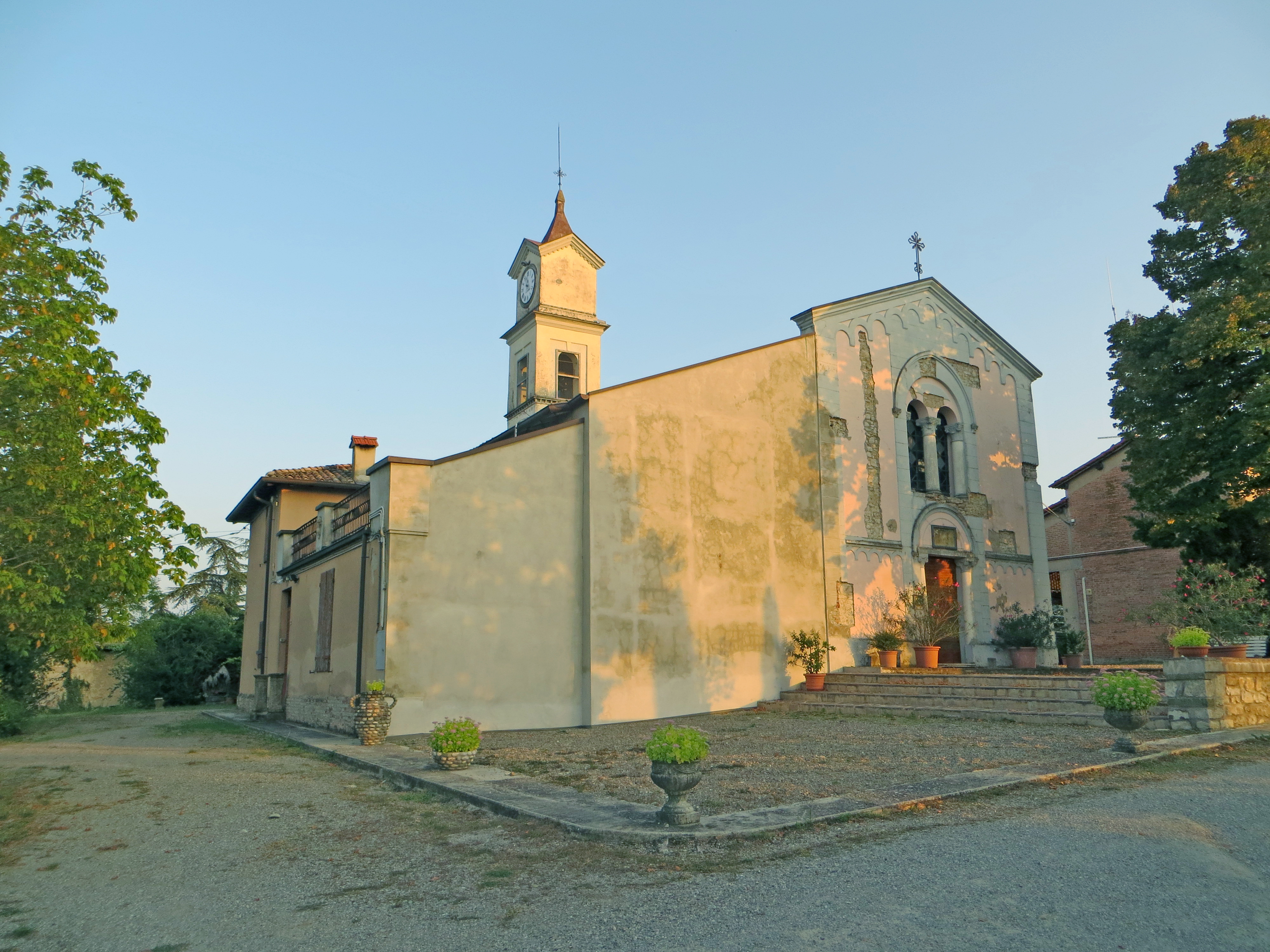
Chiesa di San Nicolò

Menzionata per la prima volta nel 1208, la chiesa di Maiatico fu eretta a sede parrocchiale autonoma nel 1564; ricostruita tra il XVI e il XVIII secolo in stile barocco, fu pesantemente danneggiata nel 1851 da un fulmine, che provocò il crollo di uno dei due campanili sul presbiterio e sulla canonica; risistemata nei decenni seguenti con la sopraelevazione della torre campanaria superstite e la riedificazione degli ambienti distrutti, tra il 1908 e il 1912 fu ristrutturata e dotata di una nuova facciata neoromanica su progetto dello scenografo Mario Soncini. L'edificio, sviluppato su una pianta a navata unica, presenta nel prospetto principale un portale affiancato da due semicolonne con capitelli quattrocenteschi in pietra e sormontato da una lunetta contenente un coevo bassorilievo; l'interno, ornato con dipinti a finto rilievo realizzati dal Soncini, ospita alcuni dipinti di pregio, tra cui la pala seicentesca.

#### Chiesa di San Vitale a San Vitale Baganza

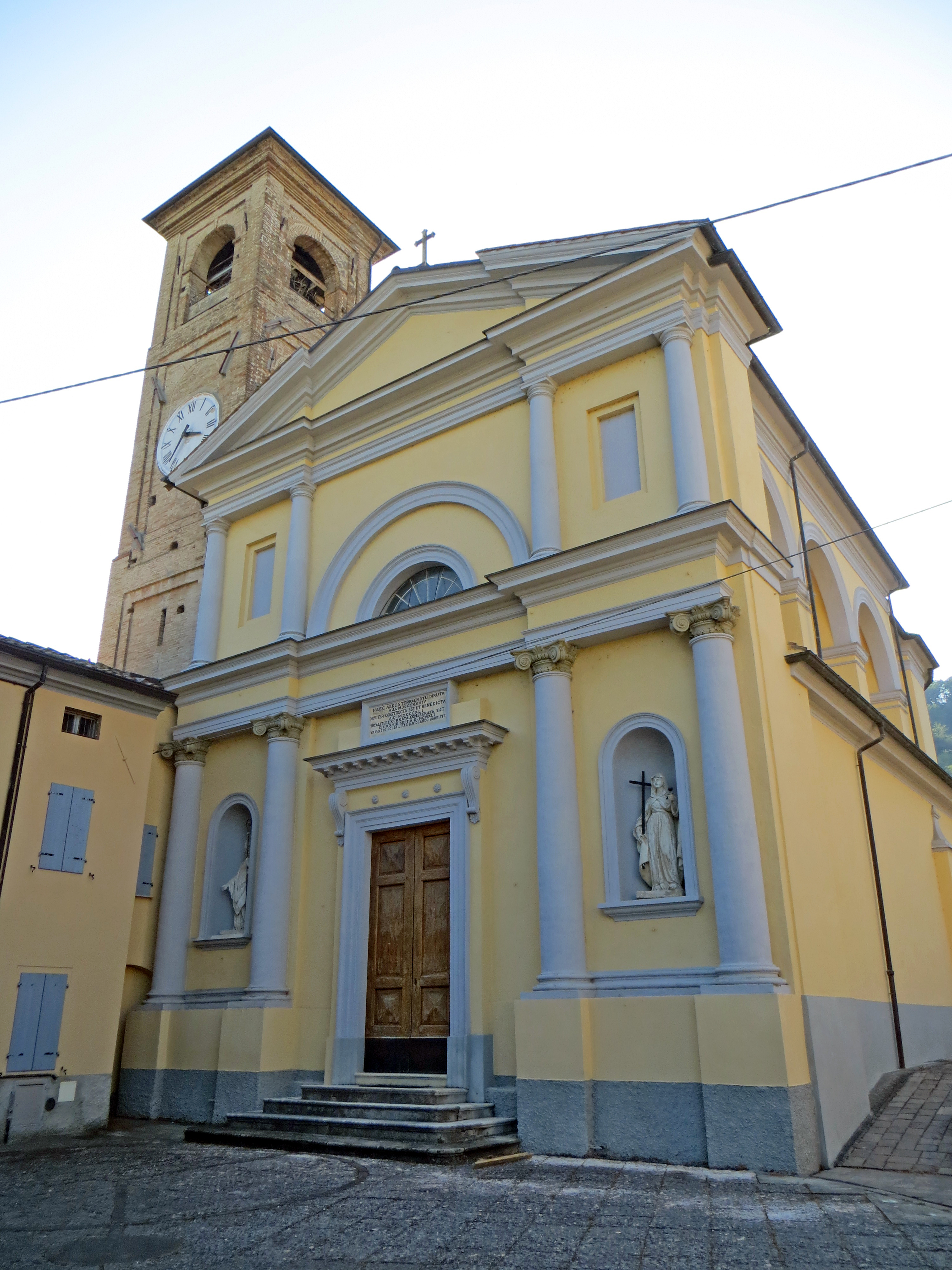
Chiesa di San Vitale

Menzionata per la prima volta nel 1005, la pieve romanica di San Vitale Baganza, all'epoca appartenente all'abbazia di San Giovanni Evangelista di Parma, nel XIV secolo fu arricchita del campanile, ricostruito nel 1597 e sopraelevato nel 1737; gravemente danneggiata nel 1834 da una violenta scossa tellurica, la chiesa fu interamente riedificata in stile neoclassico tra il 1835 e il 1841 su disegno dell'architetto Lorenzo Raschi, conservando solo la torre campanaria settecentesca; completata nel 1868 con la facciata progettata dall'architetto Luigi Bianchi, fu restaurata nel 1941; lesionata nel 2008 da un nuovo terremoto, fu ristrutturata nel 2012. Il luogo di culto, sviluppato su una pianta a navata unica affiancata da quattro cappelle per lato, presenta una facciata elevata su un doppio ordine di semicolonne e decorata con due nicchie contenenti altrettante statue realizzate dallo scultore Agostino Ferrarini nel 1885; all'interno il tempio conserva varie opere di pregio, tra cui alcuni dipinti di Giuseppe Peroni e Clemente Ruta.

#### Oratorio dei Santi Filippo e Giacomo a San Vitale Baganza

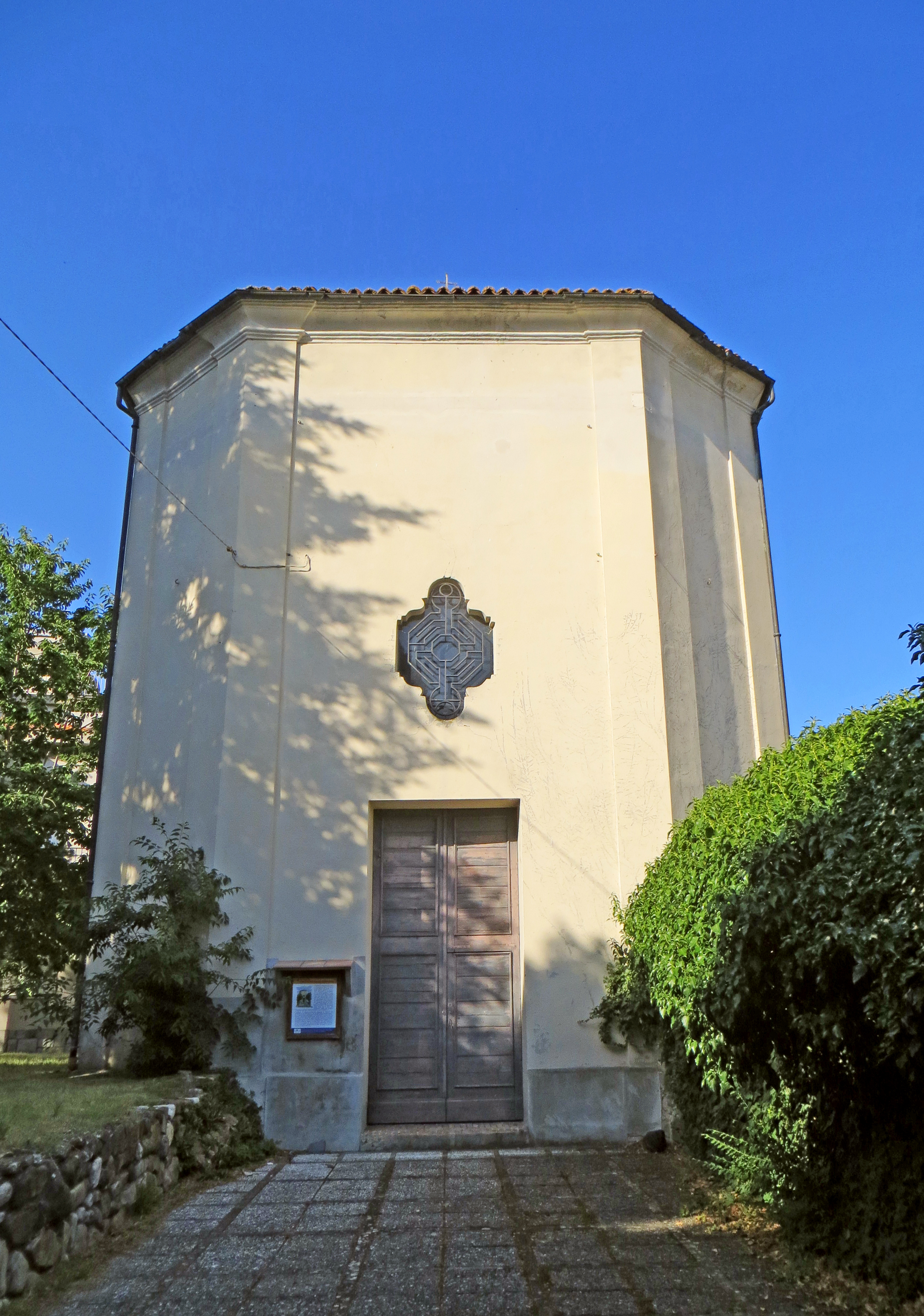
Oratorio dei Santi Filippo e Giacomo

Edificato nel 1717 dai fratelli Adorni quale cappella privata dell'adiacente villa coeva, l'edificio barocco di San Vitale Baganza fu sconsacrato nel XIX secolo per volere dei nuovi proprietari Carpintero e riaperto al culto quale oratorio sussidiario della vicina chiesa di San Vitale nel 1982, in seguito al suo completo restauro; danneggiato dal sisma del dicembre 2008, fu successivamente ristrutturato. L'edificio, sviluppato su una pianta centrale ottagonale, presenta una semplice facciata col portale d'ingresso sormontato da una monofora polilobata e lesene sugli spigoli; all'interno era originariamente conservata una pala dipinta da Giuseppe Peroni e successivamente traslata nell'abbazia di San Giovanni Evangelista di Parma.

#### Oratorio del Santissimo Nome di Maria a Castellaro

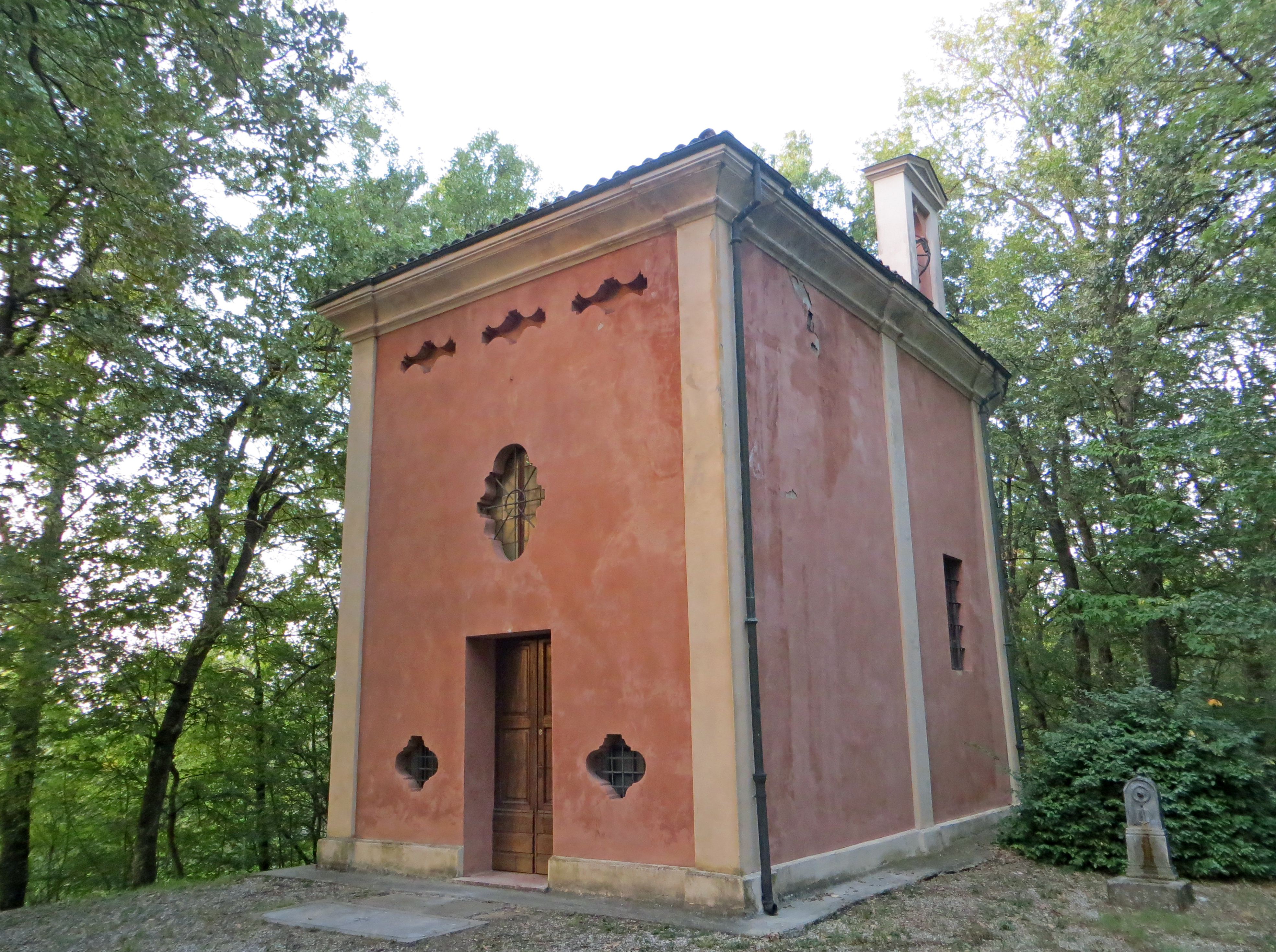
Oratorio del Santissimo Nome di Maria

Menzionato per la prima volta nel 1230, l'oratorio originario di Castellaro, danneggiato gravemente tra il 1603 e il 1606, fu ricostruito nel 1618 su finanziamento dei marchesi Banzola e intitolato a san Giovanni Battista; caduto successivamente in rovina, fu riedificato in stile barocco nel 1715 per volere dei Banzola e dedicato alla beata Vergine Maria. La struttura, sviluppata su una pianta a navata unica, è caratterizzata dalla presenza di una serie di aperture polilobate nella facciata; all'interno è conservato sul fondo dell'abside un piccolo affresco raffigurante la Madonna col Bambino, eseguito forse da Giuseppe Peroni.

#### Rocca Sanvitale

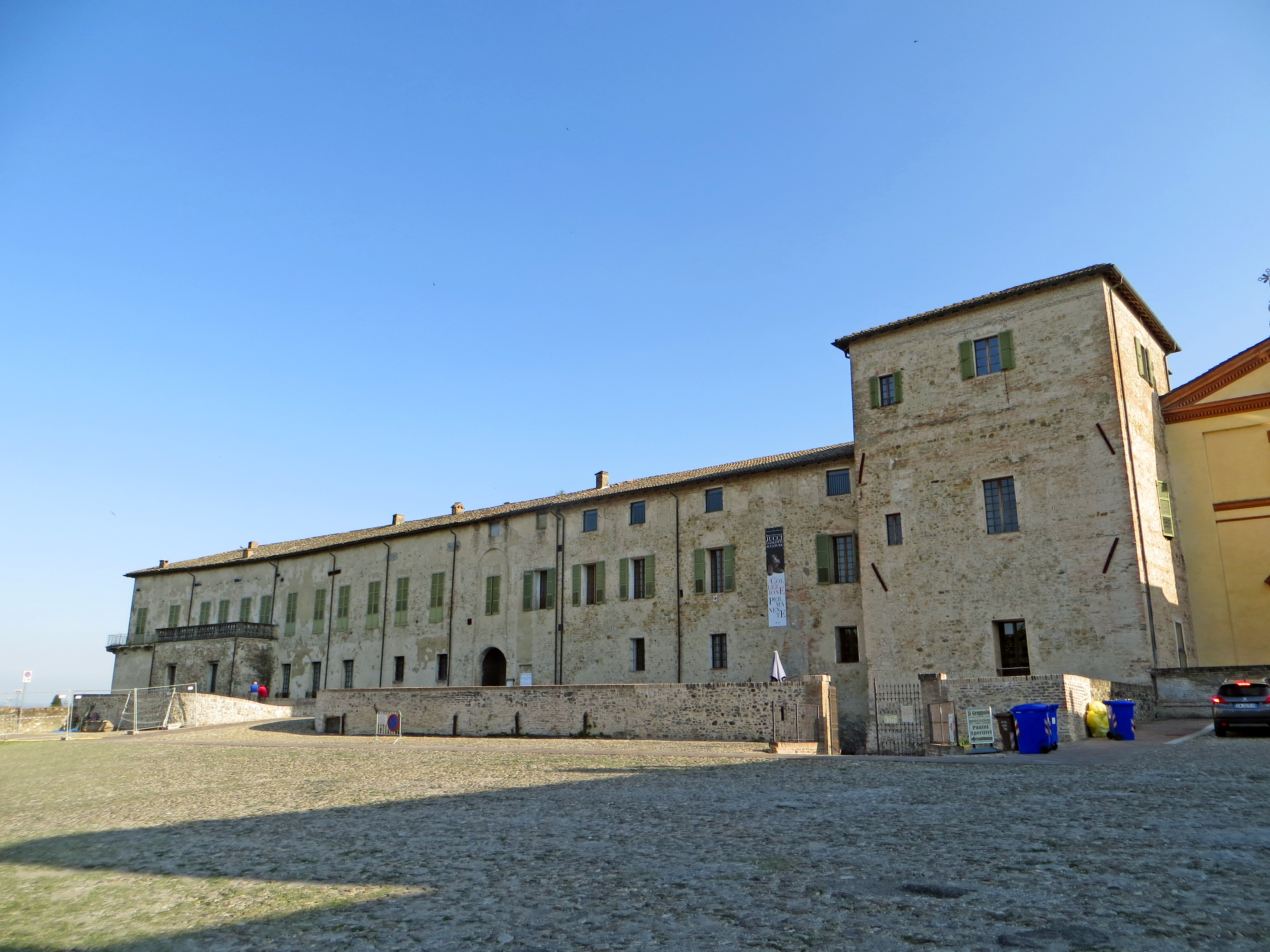
Rocca Sanvitale

### Architetture militari

#### Castello di San Vitale Baganza

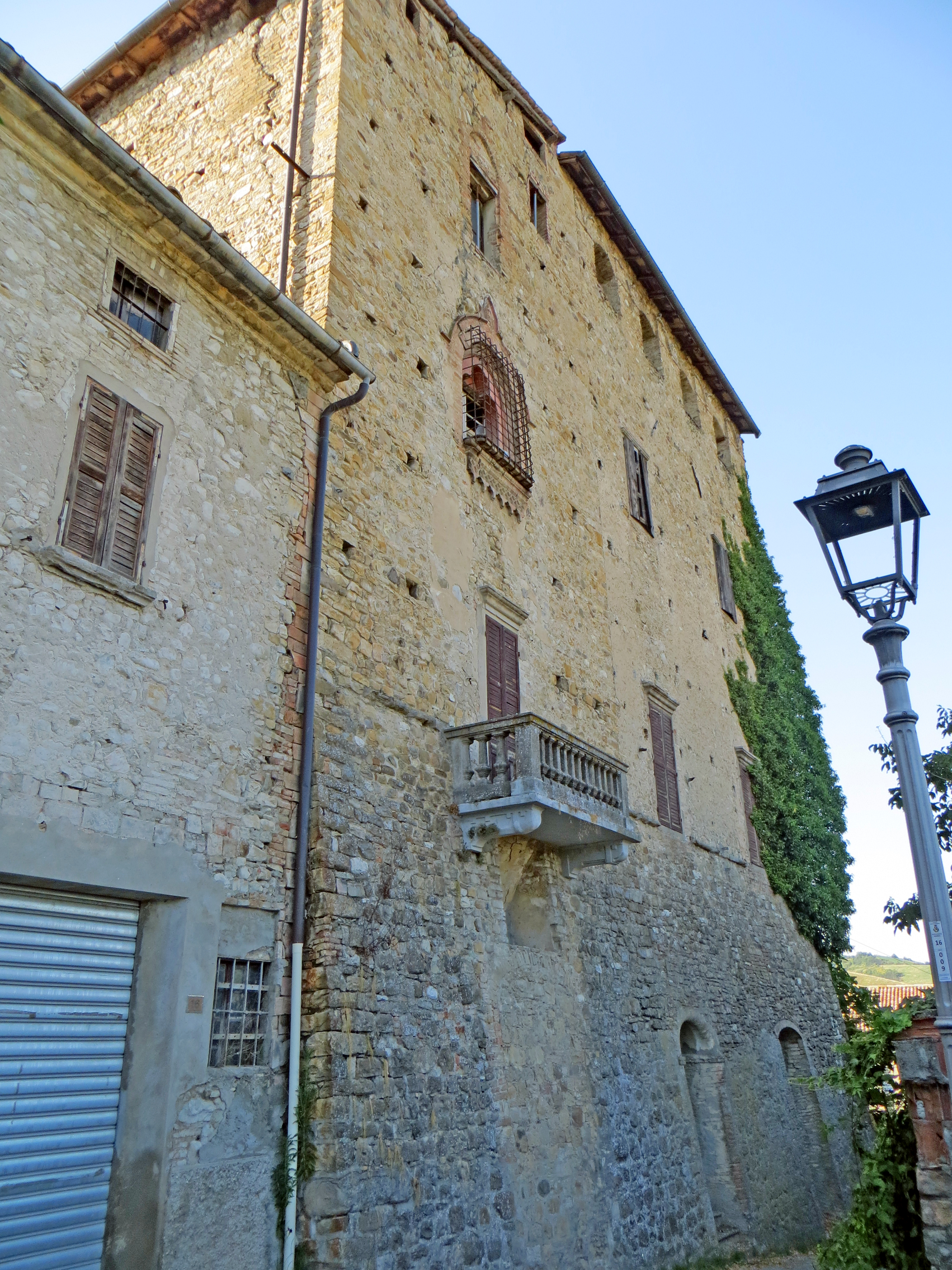
Castello di San Vitale Baganza

Costruito in epoca imprecisata accanto alla pieve di San Vitale, il castello di San Vitale Baganza, appartenente nel 1142 all'abbazia di San Giovanni Evangelista di Parma, passò in seguito dapprima al Comune di Parma e poi ai Rossi; ampliato nella seconda metà del XV secolo, fu risparmiato da scontri e distruzioni grazie alla neutralità del ramo di San Vitale dei conti Rossi; successivamente acquisito secondo alcuni storici dai Sanvitale, sarebbe loro appartenuto fino alla confisca nel 1612 da parte della Camera Ducale di Parma; assegnato nel 1652 al conte Giovanni Battista Gaddi, nel 1791 fu conferito al conte Gian Battista Carpintero; ereditato nel 1879 da Annibale Douglas Scotti, fu in seguito rivenduto a vari proprietari; danneggiato da un sisma nel 2008, fu in parte dichiarato inagibile. Il maniero, sviluppato su una pianta a L, conserva dell'edificio medievale la torre sud-est e il mastio, cui sono addossati due corpi di fabbrica quattrocenteschi; di pregio risultano alcune finestre trilobate con cornici in cotto ad arco ogivale, risalenti al XV secolo, oltre a un piccolo affresco seicentesco raffigurante la Madonna.

#### Castello di Monte Palero
Costruito a Monte Palero nel 1196 dai Pallavicino, il castello fu espugnato nel 1267 dal Comune guelfo di Parma, che ne decretò la demolizione nel 1295; riassegnato successivamente ai Marchesi, il feudo fu conquistato nel 1405 dal vescovo Giacomo de' Rossi, che fece ricostruire sugli antichi ruderi una fortificazione difensiva, detta "Castel Palerio", che tuttavia fu abbandonata dopo pochi anni, quando i Rossi furono costretti a restituirla ai Pallavicino; assorbito dalla Camera ducale di Parma, il maniero fu assegnato nel 1631 al marchese Marcello Prati e successivamente ai conti Bondani, che lo mantennero fino all'abolizione napoleonica dei diritti feudali del 1805; sprofondato già all'epoca in profondo degrado, l'edificio fu completamente demolito tra la fine del XIX secolo e gli inizi del XX e sulle sue rovine furono costruiti alcuni edifici a uso residenziale e agricolo, modificati dopo il 1970.

#### Castello di Segalara

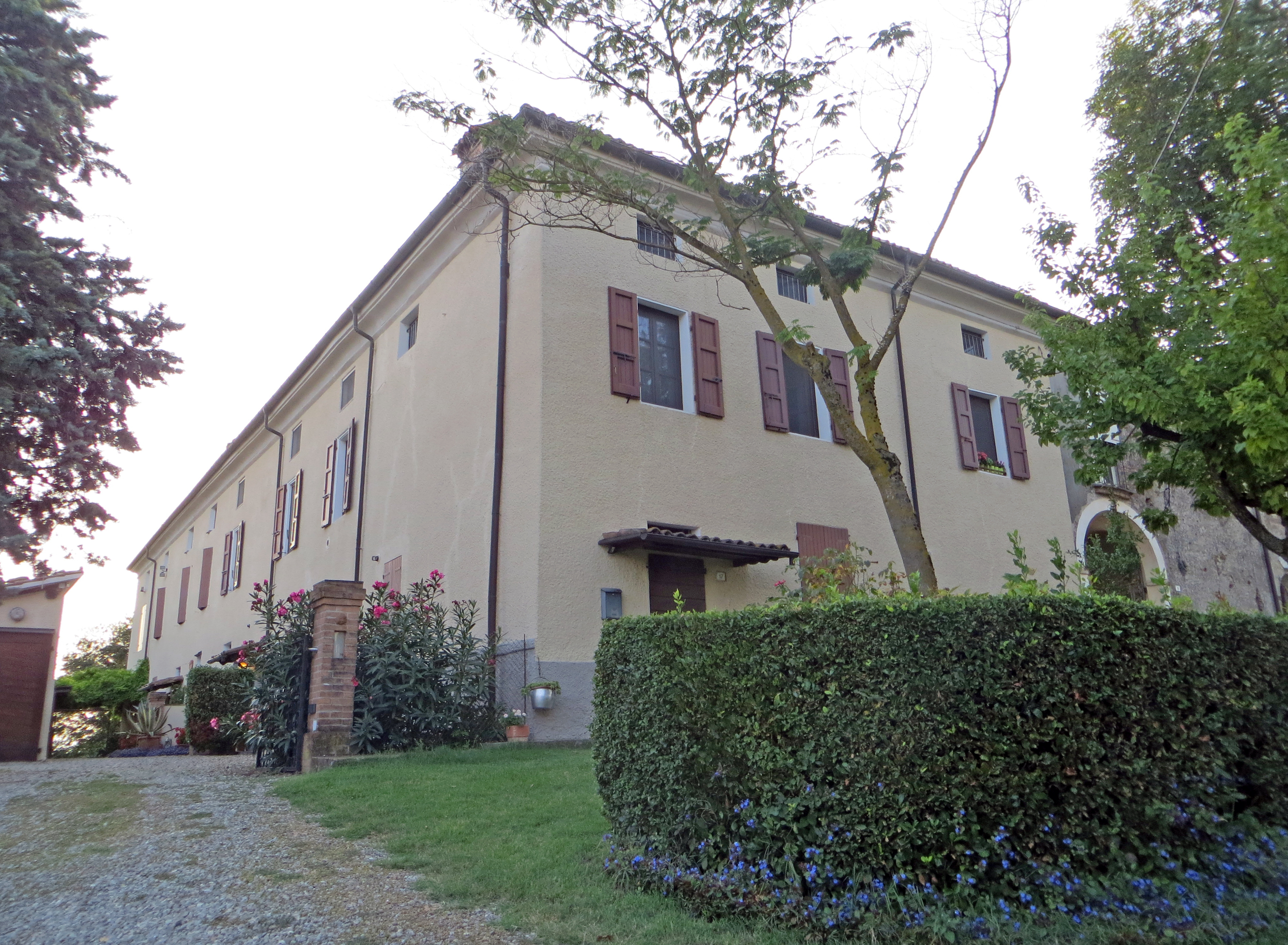
Castello di Segalara

Edificato originariamente forse già in età bizantina, il castello di Segalara, menzionato per la prima volta nell'XI secolo, passò in seguito sotto il controllo dei Sanvitale, per essere acquisito verso la fine del XIII secolo dai Rossi; distrutto nel 1305 dalle truppe di Giberto da Correggio, fu ricostruito dai Rossi dopo il 1316; fortificato dal conte Pier Maria nel 1481, fu ereditato l'anno seguente dal figlio Bertrando, alleatosi con Ludovico il Moro contro i propri fratelli; trasmesso nel 1502 al nipote Troilo, fu rinforzato nel 1547 dai suoi eredi; trasformato nel tempo in palazzo nobiliare con annessa corte rurale, fu confiscato nel 1635 a Troilo IV de' Rossi dal duca Odoardo I Farnese, ma riacquistato nel 1653 da Scipione de' Rossi, che tuttavia nel 1665 fu costretto a restituirlo alla Camera ducale a causa dell'impossibilità di ottemperare al pagamento del suo debito; alienato nel 1682 al marchese Gian Antonio Canossa, fu ristrutturato in stile neoclassico nel 1765; venduto nel 1799 a Giuseppe Franceschi dalle eredi dell'ultimo discendente della casata, fu successivamente frazionato in più unità immobiliari e diviso tra diversi proprietari. L'edificio a corte, sviluppato su una pianta a U, conserva intatto il portale ad arco a tutto sesto in laterizio dell'antico maniero; a lato del settecentesco androne d'ingresso, sorge il neoclassico oratorio della Concezione di Maria Vergine, coronato da un piccolo campanile in mattoni.

### Architetture civili

#### Casino dei Boschi

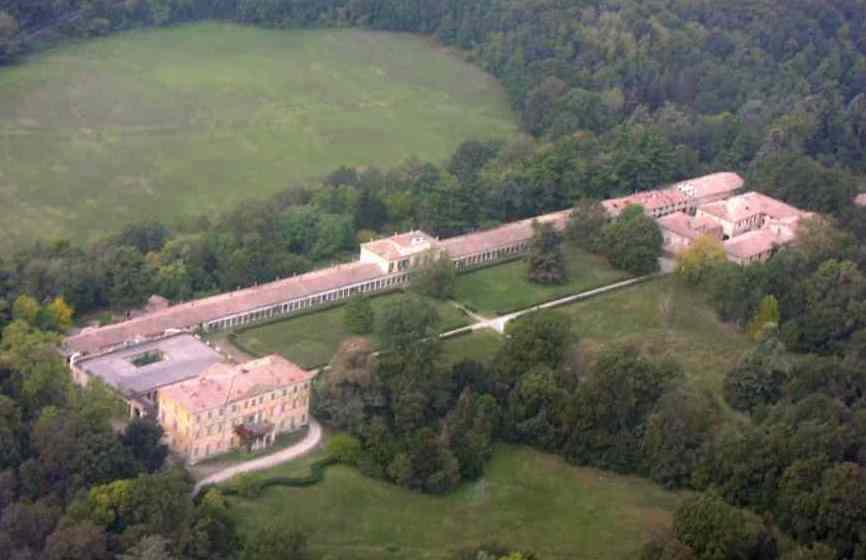
Casino dei Boschi

Edificato tra il 1775 e il 1789 in stile neoclassico sul luogo di un preesistente casino di caccia dell'immensa tenuta farnesiana, il grande complesso fu commissionato all'architetto Ennemond Alexandre Petitot dalla duchessa Maria Amalia, moglie del duca di Parma Ferdinando di Borbone; acquistato nel 1819 dalla duchessa Maria Luigia, che incaricò del suo ampliamento l'architetto Nicola Bettoli, fu arricchito del parco all'inglese disegnato dal giardiniere Carlo Barvitius, concluso nel 1832; donato nel 1835 dalla duchessa alla Camera ducale di Parma, passò ai duchi Borbone e, dopo l'Unità d'Italia, ai Savoia, che nel 1870 lo cedettero all'ingegner Severino Grattoni; alienato nel 1881 ai principi Carrega di Lucedio, nella prima metà del XX secolo fu parzialmente adibito a residenza per circa 30 nuclei familiari; abbandonato dopo il 1960, cadde nel degrado, accentuato dal terremoto del 1983. In parte alienato a partire dal 1994 al Consorzio Parco naturale regionale dei Boschi di Carrega, il complesso, esteso su una superficie complessiva di circa 13 000 m², comprende la villa ducale, la lunghissima "Prolunga" con colonnato dorico, il "Casinetto" centrale, sede del Consorzio e del museo dei Boschi e del Territorio, la "Corte rustica" o "Ghetto", la "Casa di Pietra" e le ghiacciaie; il "Giardino monumentale", solcato da due viali d'accesso delimitati da piante monumentali, è caratterizzato dall'alternanza di ampie praterie a fitte boscaglie di alberi ornamentali secolari, frammisti alla vegetazione spontanea.

### Aree naturali

#### Parco naturale regionale dei Boschi di Carrega
Parte del parco naturale regionale dei Boschi di Carrega si trova all'interno dei confini comunali di Sala Baganza.

## Società

### Evoluzione demografica
Abitanti censiti

## Amministrazione
Di seguito è presentata una tabella relativa alle amministrazioni che si sono succedute in questo comune.
| Periodo          | Periodo        | Primo cittadino    | Partito                     | Carica  | Note   |
| ---------------- | -------------- | ------------------ | --------------------------- | ------- | ------ |
| ottobre 1946     | ottobre 1949   | Antonio Rivara     |                             | Sindaco | [ 36 ] |
| ottobre 1949     | giugno 1951    | Gaetano Bandini    |                             | Sindaco | [ 36 ] |
| giugno 1951      | luglio 1956    | Remo Bussi         |                             | Sindaco | [ 36 ] |
| luglio 1956      | luglio 1970    | Pierino Lambertini |                             | Sindaco | [ 36 ] |
| luglio 1970      | maggio 1978    | Renato Monica      |                             | Sindaco | [ 36 ] |
| maggio 1978      | 15 agosto 1985 | Paolo Carpena      |                             | Sindaco | [ 36 ] |
| 15 agosto 1985   | 19 luglio 1990 | Paolo Carpena      | PCI                         | Sindaco | [ 37 ] |
| 19 luglio 1990   | 24 aprile 1995 | Paolo Carpena      | PCI, PDS                    | Sindaco | [ 37 ] |
| 24 aprile 1995   | 13 luglio 1996 | Mauro Carra        | centro-sinistra             | Sindaco | [ 37 ] |
| 18 novembre 1996 | 14 maggio 2001 | Ferdinando Cigala  | centro-sinistra             | Sindaco | [ 37 ] |
| 14 maggio 2001   | 30 maggio 2006 | Ferdinando Cigala  | centro-sinistra             | Sindaco | [ 37 ] |
| 30 maggio 2006   | 16 maggio 2011 | Cristina Merusi    | lista civica: "Solidarietà" | Sindaco | [ 37 ] |
| 16 maggio 2011   | 6 giugno 2016  | Cristina Merusi    | lista civica: "Solidarietà" | Sindaco | [ 37 ] |
| 6 giugno 2016    | in carica      | Aldo Spina         | lista civica: "Solidarietà" | Sindaco | [ 37 ] |

## Sport
È presente dal 1971 la società di baseball, l'A.S.D Sala Baganza baseball militante nel campionato italiano di baseball di Serie B,  oltre le varie categorie giovanili e la squadra under 12 di softball.
In estate si svolge a Sala il "Torneo internazionale giovanile di baseball e softball" che nel 2016 giungerà alla 32 edizione.

### Impianti sportivi
- Golf Club La Rocca - Il comune vanta un campo da golf a 18 buche creato nel 1985 nelle vicinanze della Rocca Sanvitale[senza fonte], e del Parco naturale regionale dei Boschi di Carrega.

## Infrastrutture e trasporti
Tra il 1910 e il 1954 Sala Baganza fu servita dalla tranvia Parma-Marzolara.